# Cyclopterus lumpus
A Cyclopterus lumpus a sugarasúszójú halak (Actinopterygii) osztályának skorpióhal-alakúak (Scorpaeniformes) rendjébe, ezen belül a Cyclopteridae családjába tartozó faj.
Nemének egyetlen faja.

## Előfordulása
A Cyclopterus lumpus legfőbb előfordulási helye az Atlanti-óceán nyugati részén van; Kanadában, a nunavuti Hudson-öböltől a James-öbölig és Labrador-félszigetig; az USA-ban az elterjedési területe, New Jerseytől Chesapeake-öbölig terjed. Ritkán hatol le Bermudáig. Az Atlanti-óceán nyugati részén kívül ez a halfaj megtalálható még az óceán keleti részén is, Grönlandtól és Izlandtól egészen Spanyolországig, illetve a Barents-tengerben is.

## Megjelenése

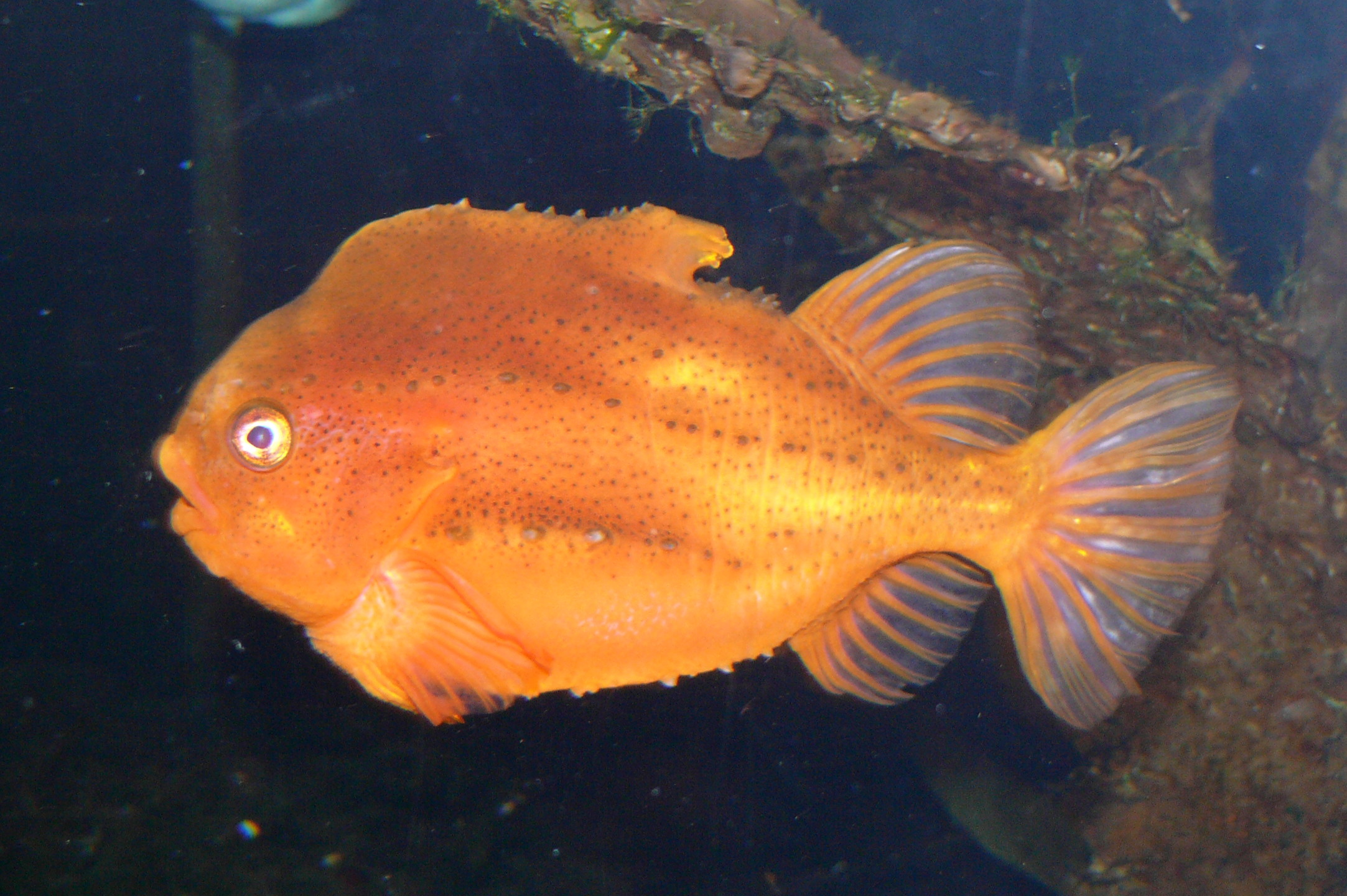
A természetes élőhelyén

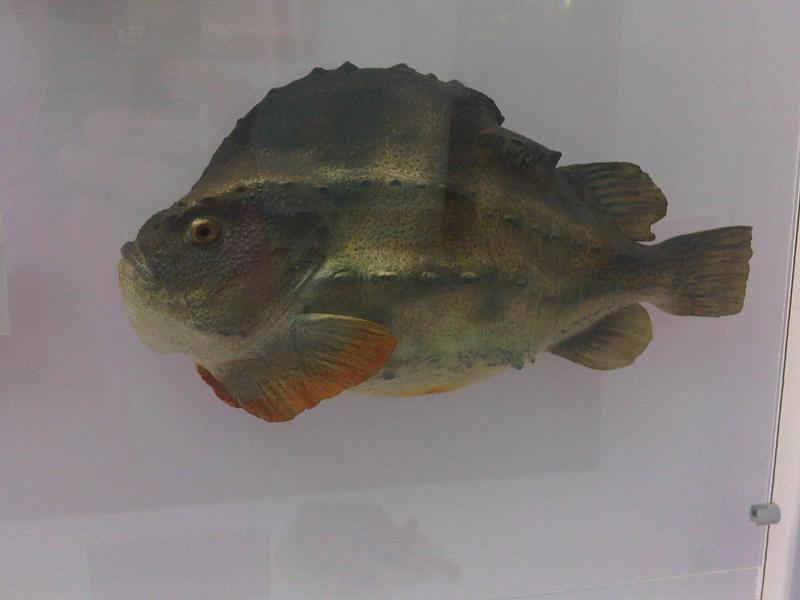
Kitömött példány a londoni Természettudományi Múzeumban

Ennek a halfajnak a nősténye 42,9 centiméter hosszú és 5000 gramm testtömegű, míg a hímje 61 centiméter hosszú és 9500 gramm testtömegű. Az első hátúszója vastag bőrrétegbe van beágyazódva, emiatt tarajszerűnek mutat, és belőle néhány tüske áll ki. Testének mindkét oldalán 3-3 sorban, kiálló, csontos dudorok vannak. Hasúszói tapadókoronggá alakultak.

## Életmódja
Ez a halfaj sósvízi állat, amely a tengerfenéken él. 0-868 méteres mélységben fordul elő, azonban általában 50-150 méteres mélységben tartózkodik. Magányos állat, amely a saját területéhez kötődik. Általában a víz alatti sziklákon vagy az úszó növények között él. Nyáron a felszínhez közelebb merészkedik, míg télen a mélyebbre hatol. Tápláléka bordásmedúzák (Ctenophora), medúzák (Cnidaria), kis rákok, soksertéjűek (Polychaeta) és kisebb halak.

## Szaporodása
Az ívási időszakban, a hím testének alsó része, kivörösödik; a nőstény kékeszöld lesz.

## Felhasználása
A Cyclopterus lumpust ipari mértékben halásszák. Városi akváriumokban, de magángyűjteményekben is tartják. Az ember általában csaléteknek használja, de északon fogyasztja is. Magát a halat frissen vagy füstölve fogyasztják, de az ikrája is igen kedvelt; olcsó kaviárnak számít.